# Temporada 1977-78 de la NBA
La temporada 1977-78 de la NBA fue la trigésimosegunda en la historia de la liga. La temporada finalizó con Washington Bullets como campeones tras ganar a Seattle SuperSonics por 4-3.

## Aspectos destacados
- New York Nets se trasladó de Uniondale, Nueva York a Piscataway, Nueva Jersey, y fue renombrado a New Jersey Nets.
- El All-Star Game de la NBA de 1978 se disputó en el Omni Coliseum de Atlanta, Georgia, con victoria del Este sobre el Oeste por 133-125. Randy Smith, de Buffalo Braves, ganó el premio al MVP del partido.
- Los defensores del título Portland Trail Blazers lograron una temporada de 50 victorias y 10 derrotas y parecían firmes para revalidar el campeonato, pero Bill Walton se rompió el pie (primero de numerosas lesiones que acortaron radicalmente su carrera) y estuvo lesionado para el resto de la campaña. Los Blazers, sin su estrella y sin otros varios jugadores clave, ganaron únicamente 8 de los últimos 22 partidos y perdieron ante los Sonics en las Semifinales de la Conferencia Oeste.
- Durante la temporada 1977–78, la CBS emitió partidos de la NBA durante la temporada regular y los playoffs. En el intermedio de esos encuentros, se mostraba un pregrabado torneo de H–O–R–S–E enfrentando a jugadores de la NBA contra otros. Incluía, entre otros, a Pete Maravich, Bob McAdoo, Kevin Grevey y George Gervin.[1] Maravich ganó el concurso, pero el H–O–R–S–E entre jugadores de la NBA no se volvió a organizar hasta el All-Star Weekend de la NBA de 2009.

## Clasificaciones
| Equipo             | V  | D  | %V   | P  |
| ------------------ | -- | -- | ---- | -- |
| Philadelphia 76ers | 55 | 27 | .671 | -  |
| New York Knicks    | 43 | 39 | .524 | 12 |
| Boston Celtics     | 32 | 50 | .390 | 23 |
| Buffalo Braves     | 27 | 55 | .329 | 28 |
| New Jersey Nets    | 24 | 58 | .293 | 31 |

| Equipo               | V  | D  | %V   | P  |
| -------------------- | -- | -- | ---- | -- |
| San Antonio Spurs    | 52 | 30 | .634 | -  |
| Washington Bullets C | 44 | 38 | .537 | 8  |
| Cleveland Cavaliers  | 43 | 39 | .524 | 9  |
| Atlanta Hawks        | 41 | 41 | .500 | 11 |
| New Orleans Jazz     | 39 | 43 | .476 | 13 |
| Houston Rockets      | 28 | 54 | .341 | 24 |

| Equipo            | V  | D  | %V   | P  |
| ----------------- | -- | -- | ---- | -- |
| Denver Nuggets    | 48 | 34 | .585 | -  |
| Milwaukee Bucks   | 44 | 38 | .537 | 4  |
| Chicago Bulls     | 40 | 42 | .488 | 8  |
| Detroit Pistons   | 38 | 44 | .463 | 10 |
| Indiana Pacers    | 31 | 51 | .378 | 17 |
| Kansas City Kings | 31 | 51 | .378 | 17 |

| Equipo                 | V  | D  | %V   | P  |
| ---------------------- | -- | -- | ---- | -- |
| Portland Trail Blazers | 58 | 24 | .707 | -  |
| Phoenix Suns           | 49 | 33 | .598 | 9  |
| Seattle SuperSonics    | 47 | 35 | .573 | 11 |
| Los Angeles Lakers     | 45 | 37 | .549 | 13 |
| Golden State Warriors  | 43 | 39 | .524 | 15 |

* V: Victorias
* D: Derrotas
* %V: Porcentaje de victorias
* P: Partidos de diferencia respecto a la primera posición
* C: Campeón

## Playoffs
|  | Primera Ronda     | Primera Ronda | Primera Ronda |   |  | Semifinales de Conferencia | Semifinales de Conferencia | Semifinales de Conferencia |  |  | Finales de conferencia | Finales de conferencia | Finales de conferencia |  |  | Finales de la NBA | Finales de la NBA | Finales de la NBA |
|  |                   |               |               |   |  |                            |                            |                            |  |  |                        |                        |                        |  |  |                   |                   |                   |
|  | E4                | Cleveland     | 0             |   |  | E1                         | Philadelphia*              | 4                          |  |  |                        |                        |                        |  |  |                   |                   |                   |
|  | E4                | Cleveland     | 0             |   |  | E1                         | Philadelphia*              | 4                          |  |  |                        |                        |                        |  |  |                   |                   |                   |
|  | E5                | New York      | 2             |   |  | E5                         | New York                   | 0                          |  |  |                        |                        |                        |  |  |                   |                   |                   |
|  | E5                | New York      | 2             |   |  | E5                         | New York                   | 0                          |  |  |                        |                        |                        |  |  |                   |                   |                   |
|  |                   |               |               |   |  |                            |                            |                            |  |  | E1                     | Philadelphia*          | 2                      |  |  |                   |                   |                   |
|  | Conferencia Este  |               |               |   |  |                            |                            |                            |  |  | E1                     | Philadelphia*          | 2                      |  |  |                   |                   |                   |
|  |                   | E3            | Washington    | 4 |  |                            |                            |                            |  |  |                        |                        |                        |  |  |                   |                   |                   |
|  |                   |               |               |   |  |                            |                            |                            |  |  |                        |                        |                        |  |  |                   |                   |                   |
|  | E3                | Washington    | 2             |   |  | E3                         | Washington                 | 4                          |  |  |                        |                        |                        |  |  |                   |                   |                   |
|  | E3                | Washington    | 2             |   |  | E3                         | Washington                 | 4                          |  |  |                        |                        |                        |  |  |                   |                   |                   |
|  | E6                | Atlanta       | 0             |   |  | E2                         | San Antonio*               | 2                          |  |  |                        |                        |                        |  |  |                   |                   |                   |
|  | E6                | Atlanta       | 0             |   |  | E2                         | San Antonio*               | 2                          |  |  |                        |                        |                        |  |  |                   |                   |                   |
|  |                   |               |               |   |  |                            |                            |                            |  |  |                        |                        |                        |  |  | E3                | Washington        | 4                 |
|  |                   |               |               |   |  |                            |                            |                            |  |  |                        |                        |                        |  |  | E3                | Washington        | 4                 |
|  |                   | W4            | Seattle       | 3 |  |                            |                            |                            |  |  |                        |                        |                        |  |  |                   |                   |                   |
|  |                   |               |               |   |  |                            |                            |                            |  |  |                        |                        |                        |  |  |                   |                   |                   |
|  | W4                | Seattle       | 2             |   |  | W1                         | Portland*                  | 2                          |  |  |                        |                        |                        |  |  |                   |                   |                   |
|  | W4                | Seattle       | 2             |   |  | W1                         | Portland*                  | 2                          |  |  |                        |                        |                        |  |  |                   |                   |                   |
|  | W5                | Los Angeles   | 1             |   |  | W4                         | Seattle                    | 4                          |  |  |                        |                        |                        |  |  |                   |                   |                   |
|  | W5                | Los Angeles   | 1             |   |  | W4                         | Seattle                    | 4                          |  |  |                        |                        |                        |  |  |                   |                   |                   |
|  |                   |               |               |   |  |                            |                            |                            |  |  | W4                     | Seattle                | 4                      |  |  |                   |                   |                   |
|  | Conferencia Oeste |               |               |   |  |                            |                            |                            |  |  | W4                     | Seattle                | 4                      |  |  |                   |                   |                   |
|  |                   | W2            | Denver*       | 2 |  |                            |                            |                            |  |  |                        |                        |                        |  |  |                   |                   |                   |
|  |                   |               |               |   |  |                            |                            |                            |  |  |                        |                        |                        |  |  |                   |                   |                   |
|  | W3                | Phoenix       | 0             |   |  | W6                         | Milwaukee                  | 3                          |  |  |                        |                        |                        |  |  |                   |                   |                   |
|  | W3                | Phoenix       | 0             |   |  | W6                         | Milwaukee                  | 3                          |  |  |                        |                        |                        |  |  |                   |                   |                   |
|  | W6                | Milwaukee     | 2             |   |  | W2                         | Denver*                    | 4                          |  |  |                        |                        |                        |  |  |                   |                   |                   |
|  | W6                | Milwaukee     | 2             |   |  | W2                         | Denver*                    | 4                          |  |  |                        |                        |                        |  |  |                   |                   |                   |

## Estadísticas
| Categoría                    | Jugador           | Equipo                          | Estadísticas |
| ---------------------------- | ----------------- | ------------------------------- | ------------ |
| Puntos por partido           | George Gervin     | San Antonio Spurs               | 27.2         |
| Rebotes por partido          | Truck Robinson    | New Orleans Jazz                | 15.7         |
| Asistencias por partido      | Kevin Porter      | Detroit Pistons/New Jersey Nets | 10.2         |
| Robos por partido            | Ron Lee           | Phoenix Suns                    | 2.74         |
| Tapones por partido          | George T. Johnson | New Jersey Nets                 | 3.38         |
| Porcentaje de tiros de campo | Bobby Jones       | Denver Nuggets                  | 57.8%        |
| Porcentaje de tiros libres   | Rick Barry        | Golden State Warriors           | 92.4%        |

## Premios
- MVP de la Temporada
  -  Bill Walton (Portland Trail Blazers)
- Rookie del Año
  -  Walter Davis (Phoenix Suns)
- Entrenador del Año
  -  Hubie Brown (Atlanta Hawks)

| - Mejor quinteto de la temporada - Leonard Robinson, New Orleans Jazz - David Thompson, Denver Nuggets - Bill Walton, Portland Trail Blazers - George Gervin, San Antonio Spurs - Julius Erving, Philadelphia 76ers | - 2.º Mejor quinteto de la temporada - Walter Davis, Phoenix Suns - Maurice Lucas, Portland Trail Blazers - Kareem Abdul-Jabbar, Los Angeles Lakers - Paul Westphal, Phoenix Suns - Pete Maravich, New Orleans Jazz |

| - Mejor quinteto defensivo - Bobby Jones, Denver Nuggets - Maurice Lucas, Portland Trail Blazers - Bill Walton, Portland Trail Blazers - Lionel Hollins, Portland Trail Blazers - Don Buse, Phoenix Suns | - 2.º Mejor quinteto defensivo - E. C. Coleman, Golden State Warriors - Bob Gross, Portland Trail Blazers - Kareem Abdul-Jabbar, Los Angeles Lakers (empate) - Artis Gilmore, Chicago Bulls (empate) - Norm Van Lier, Chicago Bulls - Quinn Buckner, Milwaukee Bucks |

- Mejor quinteto de rookies
  - Bernard King, New Jersey Nets
  - Marques Johnson, Milwaukee Bucks
  - Jack Sikma, Seattle SuperSonics
  - Norm Nixon, Los Angeles Lakers
  - Walter Davis, Phoenix Suns